# Pomacle
Pomacle är en kommun i departementet Marne i regionen Grand Est (tidigare regionen Champagne-Ardenne) i nordöstra Frankrike. Kommunen ligger i kantonen Bourgogne som tillhör arrondissementet Reims. År 2022 hade Pomacle 530 invånare.

## Befolkningsutveckling
Antalet invånare i kommunen Pomacle
| Referens: INSEE |